# Morro do Centenário

Pedra Fundamental no Morro do Centenário em Planaltina

O Morro do Centenário é uma formação montanhosa localizada entre o rio São Bartolomeu e o córrego Sobradinho, a 09 km de Planaltina, no Distrito Federal. É o local onde está assentada a pedra fundamental de Brasília. Tem esse nome pois a pedra foi assentada durante as comemorações do centenário da Independência do Brasil, em 1922.